# Barnea similis
Barnea similis là một loài thân mềm hai mảnh vỏ trong họ Pholadidae.

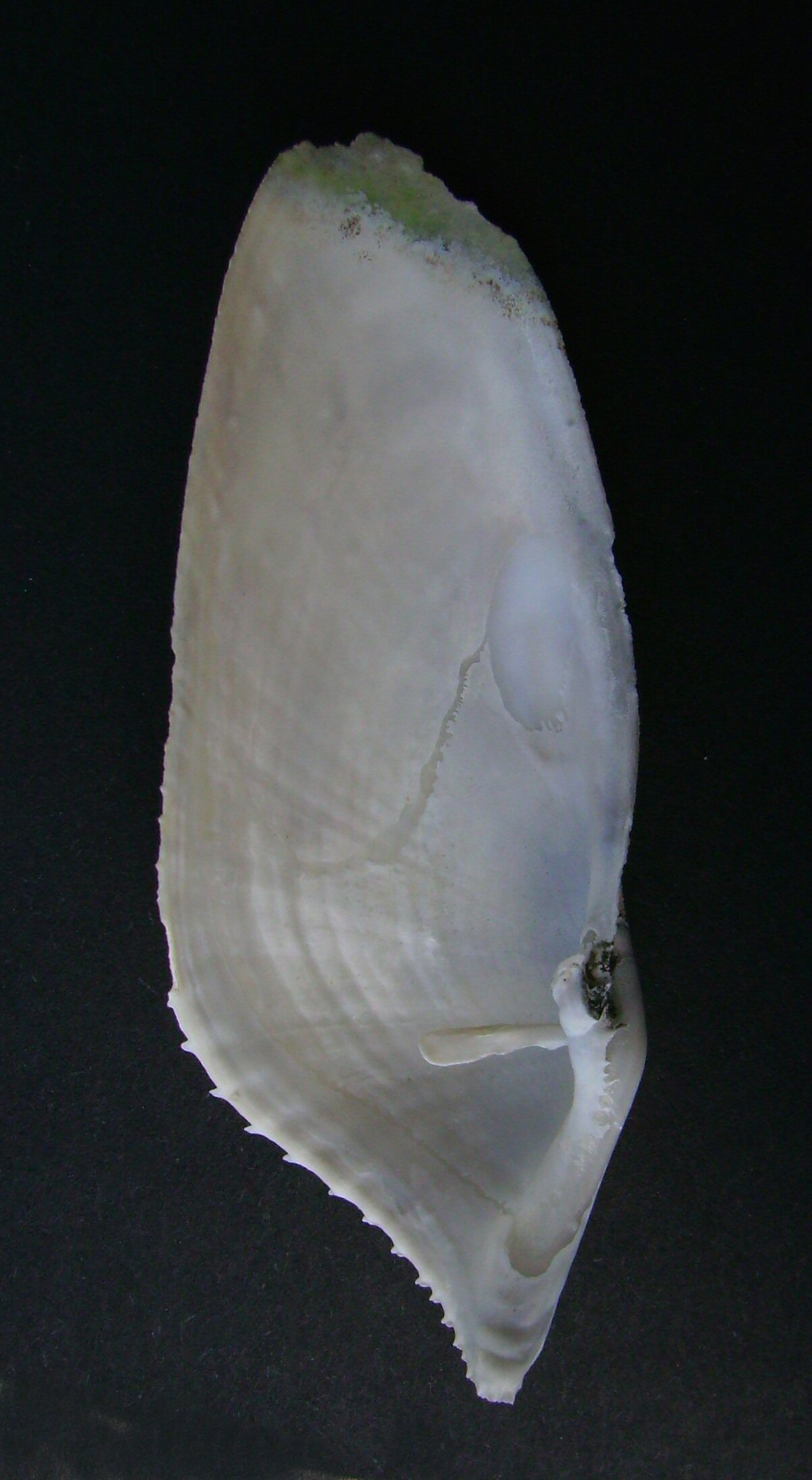
Barnea similis inside view, showing a shelly projection near the hinge